# Zupa joumou
Zupa joumou (hait. soup joumou, fr. soupe au giraumon) – tradycyjna potrawa kuchni haitańskiej będąca formą zupy dyniowej przyrządzanej z dyni odmiany „turecki turban”. Jest to danie świąteczne, ważne dla tożsamości i mające status potrawy narodowej Haitańczyków, przygotowywane i spożywane 1 stycznia, w Dniu Niepodległości kraju.
W 2021 roku wiedza, know-how oraz praktyki związane z przyrządzaniem zupy joumou wpisane zostały na listę reprezentatywną niematerialnego dziedzictwa kulturowego ludzkości UNESCO.

## Historia
W czasach kolonialnych, kiedy współczesne Haiti było francuską kolonią o nazwie Saint-Domingue, spożywanie zupy z odmiany dyni o nazwie „turecki turban” (fr. giraumon) było wyłącznym przywilejem kolonistów. Ich własnością byli niewolnicy, głównie pochodzący z Afryki, do których obowiązków należało przygotowywanie i serwowanie zupy joumou swoim panom. Kiedy w wyniku rewolucji 1 stycznia 1804 roku proklamowano niepodległość Haiti, zupa stała się symbolem zwycięstwa nad kolonializmem, odrzucenia ucisku i dyskryminacji, wolności oraz uzyskania niepodległości, a także wyrazem godności, stąd też potrawa nazywana jest również „zupą wolności” (fr. soupe de la liberté) lub „zupą niepodległości” (fr. soupe de l’Indépendance).

## Przygotowanie

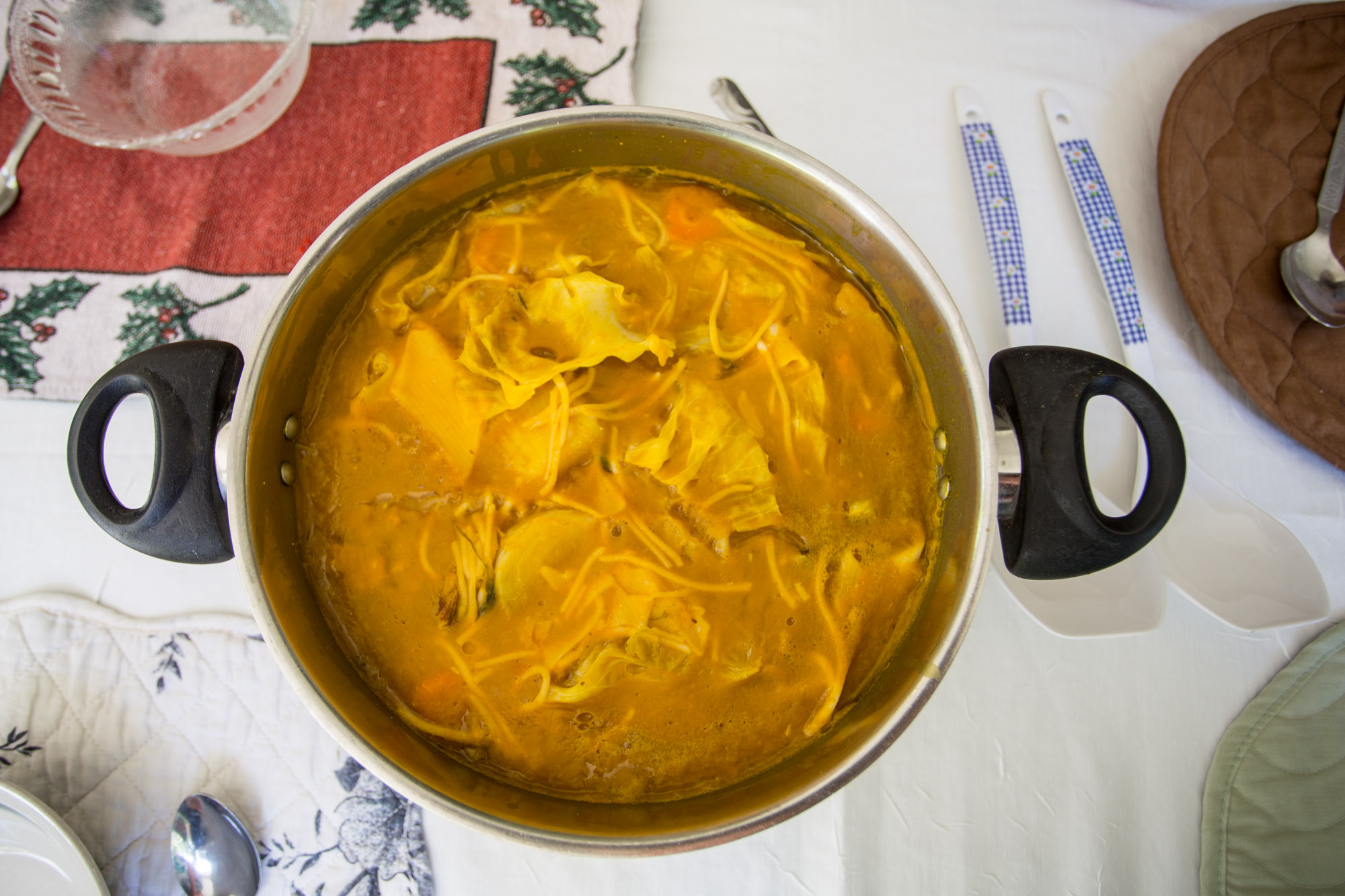
Garnek z zupą joumou (2018)

Zupa joumou przygotowywana jest z dyni „turecki turban” (fr. giraumon, hait. joumou), która pierwotnie uprawiana była przez rdzenną ludność Karaibów. Jej nazwa wywodzi się od słowa jirumum, pochodzącego z jednego z języków Tupi. Przepisy na zupę joumou przekazywane są z pokolenia na pokolenie w haitańskich rodzinach i mogą się nieco różnić między sobą, a także w zależności od regionu kraju. Według najbardziej popularnego, oprócz dyni składnikami zupy są również korzeń taro, bataty, rzepa, kolczoch jadalny, cebula, marchew, banany, ziemniaki, kapusta, kawałki mięsa (najczęściej wołowego), makaron (np. wermiszel) oraz przyprawy (np. ostra papryka chili).
Na początku dynia joumou jest gotowana, a następnie rozgniatana, po czym całość gotuje się na wolnym ogniu, stopniowo dodając pozostałe składniki, w tym warzywa i mięso. Przed końcem gotowania dodawane są natka pietruszki oraz świeżo wyciśnięty sok z limonki. W niektórych regionach Haiti zupę joumou podaje się ze sfermentowanymi i przyprawionymi liśćmi sałaty.

## Znaczenie
Zupa joumou jest odświętnym daniem, ważnym dla tożsamości narodowej Haitańczyków, przygotowywanym i spożywanym przede wszystkim w Dniu Niepodległości Haiti (1 stycznia). Potrawa ta tradycyjnie stanowi pierwszy posiłek mieszkańców Haiti w Nowym Roku, ale podawana jest również jako niedzielne śniadanie, między godziną 8:00 a 10:00. W przygotowaniu potrawy udział biorą wszyscy członkowie rodziny, ale najważniejszą rolę w jej gotowaniu i późniejszym podaniu pełnią kobiety, którym pomagają dzieci, natomiast rolą mężczyzn-rzemieślników jest wykonanie garnków i naczyń, w których danie jest przygotowywane oraz podawane.
Transmisja tradycji odbywa się głównie z pokolenia na pokolenie w obrębie rodzin, ale przepisy na zupę joumou są też przekazywane w książkach, programach kulinarnych, w szkołach gastronomicznych oraz za pośrednictwem portali społecznościowych, a także podczas targów rolniczych oraz lokalnych świąt i festiwali. Przyrządzanie zupy daje poczucie przynależności do wspólnoty oraz spaja społeczność Haiti nie tylko na obszarach wiejskich, ale także w miastach. Tradycja jest żywa na obszarze Haiti oraz wśród haitańskich imigrantów mieszkających w innych krajach.